# أحمد حكيمبور
أحمد حكيمبور ((بالفارسية: ‌‌احمد حکیمی‌پور) من مواليد 1963) هو سياسي إصلاحي إيراني وعضو سابق حركة الإصلاح الإيرانية.
ولد حكيمبور في زنجان . كان عضواً في مجبس الشورى الإسلامي الرابعة من دائرة الناخبين في دائرة زنجان وتاروم الانتخابية  وعضوًا في مجلس المدينة الإسلامية في طهران للفترتين الأولى والرابعة . 